# 国鉄タキ20400形貨車
国鉄タキ20400形貨車（こくてつタキ20400がたかしゃ）は、かつて日本国有鉄道（国鉄）及び1987年（昭和62年）4月の国鉄分割民営化後は、日本貨物鉄道（JR貨物）に在籍した私有貨車（タンク車）である。

## 概要
本形式は、塩化ビニール専用の31t積タンク車として1970年（昭和45年）から1972年（昭和47年）にかけて3ロット13両（タキ20400 - タキ20412）が日立製作所、富士重工業の2社で製作された。
落成時の荷重は32tであったが、設計ミスのため数ヵ月後に31tに減トンした。
荷役方式は、積込はエアーによる圧送式としたためタンク体を、最高使用圧力2.5Kg/cm2の第二種圧力容器として、耐候性高張力鋼にて製作した。タンク体には、「最高使用圧力2.5Kg/cm2」と標記された。
1979年（昭和54年）10月より化成品分類番号「燃G23」（燃焼性の物質、高圧ガス、高圧ガス、可燃性のもの）が一部の車両に標記された。
所有者は、電気化学工業、呉羽化学工業、日本ゼオンの3社であり、各々の主な常備駅は、青海駅、勿来駅、能町駅であった。1985年（昭和60年）3月29日に呉羽化学工業所有者4両（タキ20406 - タキ20409）が川本倉庫へ名義変更された。
荷役方式は、エアーによる圧送式とエアスライド式の併用である。
塗色は、黒色であり、全長は14,800mm、全幅は2,950mm、全高は3,957mm、台車中心間距離は10,700mm、実容積は62.0m3、自重は18.9t、換算両数は積車5.0、空車2.0、台車はベッテンドルフ式のTR41Cであった。
1983年（昭和58年）8月8日に日本ゼオン所有者3両（タキ20410 - タキ20412）が廃車となり、1987年（昭和62年）4月の国鉄分割民営化時には10両がJR貨物に継承されたが、1991年（平成3年）12月に最後まで在籍した6両（タキ20400 - タキ20405）も廃車となり、同時に形式消滅となった。（製造の若い車両から廃車になっていった）

### 年度別製造数
各年度による製造会社と両数、所有者は次のとおりである。（所有者は落成時の社名）
- 昭和45年度 - 6両
  - 日立製作所 6両 電気化学工業（タキ20400 - タキ20405）
- 昭和46年度 - 4両
  - 富士重工業 4両 呉羽化学工業（タキ20406 - タキ20409）
- 昭和47年度 - 3両
  - 富士重工業 3両 日本ゼオン（タキ20410 - タキ20412）